# Clarence Zener
Clarence Melvin Zener (Indianapolis, 1º dicembre 1905 – Pittsburgh, 2 luglio 1993) è stato un fisico statunitense.

## Biografia
Nasce ad Indianapolis figlio di Clarence Zener, di origini tedesche e inglesi, e di Ida (Bierhaus) Zener, di origini tedesche.
Per primo scoprì l'effetto Zener, principio alla base del diodo Zener, così chiamato in suo onore dai Bell Labs.
Zener scrisse anche varie opere su argomenti quali superconduttività, metallurgia e programmazione geometrica.
Dopo aver conseguito la laurea all'Università di Harvard con la tesi "Quantum Mechanics of the Formation of Certain Types of Diatomic Molecules" (meccanica quantistica della formazione di certi tipi di molecole biatomiche), insegnò in varie università americane sia prima della seconda guerra mondiale (durante la quale lavorò al Watertown Arsenal), sia dopo, tra cui si ricordano Università di Chicago (1945-1951), Texas A&M University (1966-1968), Università Carnegie Mellon (1968-1993).
In suo onore è stato istituito il Premio Zener.